# 西貝尚子
西貝尚子（日语：西貝 尚子，1969年1月22日—），日本足球運動員，日本國家女子足球隊成員。

## 日本國家足球隊
在1999年5月2日，她代表日本國家女子足球隊出賽，在對戰美國的比賽中首次亮相。1999年，他共为國家足球隊出场2次。她也曾代表日本參加1999年國際足協女子世界盃。

## 成績
| 日本國家女子足球隊 | 日本國家女子足球隊 | 日本國家女子足球隊 |
| 年                 | 出場               | 入球               |
| ------------------ | ------------------ | ------------------ |
| 1999               | 2                  | 0                  |
| 總和               | 2                  | 0                  |